# مكتب الولايات المتحدة لسياسات العلوم والتكنولوجيا
مكتب سياسات العلوم والتكنولوجيا (OSTP) هو قسم تابع لحكومة الولايات المتحدة ، وهو جزء من المكتب التنفيذي للرئيس (EOP) ، الذي أنشأه كونغرس الولايات المتحدة في 11 مايو 1976 ، مع تفويض واسع لتقديم المشورة للرئيس عن آثار العلم والتكنولوجيا على الشؤون المحلية والدولية .
يُعرف مدير هذا المكتب بالعامية باسم المستشار العلمي للرئيس. في يناير 2019 ، أُكِّدَ تعيين عالم الأرصاد الجوية كلفن درويجمير في المنصب ،  بعد ما يقرب من عامين من شغور المنصب. 

## التاريخ

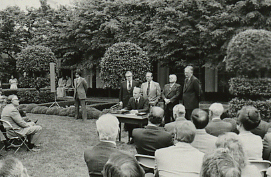
الرئيس فورد يوقع القرار HR 10230 ، بإنشاء مكتب سياسة العلوم والتكنولوجيا

ألغى الرئيس ريتشارد نيكسون اللجنة الاستشارية العلمية للرئيس بعد أن استقال مستشاره العلمي الثاني ، إدوارد إ. ديفيد الابن ، في عام 1973 ، بدلاً من تعيين بديل. ثم أنشأ كونغرس الولايات المتحدة OSTP في عام 1976 بتفويض واسع لتقديم المشورة للرئيس والآخرين داخل المكتب التنفيذي للرئيس حول آثار العلم والتكنولوجيا على الشؤون المحلية والدولية. يصرح قانون 1976 أيضًا OSTP بقيادة الجهود المشتركة بين الوكالات لتطوير وتنفيذ سياسات وميزانيات علمية وتكنولوجية سليمة والعمل مع القطاع الخاص وحكومات الولايات والحكومات المحلية ومجتمعات العلوم والتعليم العالي والدول الأخرى لتحقيق هذه الغاية .
في عهد الرئيس دونالد ترامب، انخفض عدد موظفي OSTP من 135 إلى 45 شخصًا.  ظل منصب مدير OSTP شاغرًا لأكثر من عامين ، وهو أطول منصب شاغر للمنصب منذ تأسيس المكتب.    رُشِّحَ  كيلفن دروجمير، عالم الغلاف الجوي الذي شغل سابقًا منصب نائب رئيس الأبحاث في جامعة أوكلاهوما ، لهذا المنصب في 1 أغسطس 2018  وأكده مجلس الشيوخ في 2 يناير 2019. رُشِّحَ مايكل كراتسيوس من قبل الرئيس ترامب ليكون رابع كبير مسؤولي التكنولوجيا في الولايات المتحدة والمدير المساعد لـ OSTP في مارس 2019  وأُكِّدَ بالإجماع من قبل مجلس الشيوخ في 1 أغسطس 2019. 

## الموظفين في العلاقات العامة
- مدير مكتب سياسات العلوم والتكنولوجيا: الدكتور كيلفن دروجيمير [9]
- كبير مسؤولي التكنولوجيا في الولايات المتحدة : مايكل كراتسيوس [8] [10]

## المدراء
| لا. | صورة | اسم                          | رئيس               | مصطلح                 |
| --- | ---- | ---------------------------- | ------------------ | --------------------- |
| 1   |      | جيفورد ستيفر                 | جيرالد فورد        | 1976-1977             |
| 2   |      | فرانك برس                    | جيمي كارتر         | 1977-1981             |
|     |      | بنيامين هوبرمان (بالوكالة)   | رونالد ريغان       | 1981                  |
| 3   |      | جورج أ. كيوورث ، الثاني      | رونالد ريغان       | 1981-1985             |
|     |      | جون ب.مكتاج (بالوكالة)       | رونالد ريغان       | 1986                  |
|     |      | ريتشارد جي جونسون (بالوكالة) | رونالد ريغان       | 1986                  |
| 4   |      | وليام روبرت جراهام           | رونالد ريغان       | 1986-1989             |
|     |      | توماس بي رونا (بالوكالة)     | رونالد ريغان       | 1989                  |
|     |      | وليام جي ويلز (التمثيل)      | جورج اتش دبليو بوش | 1989                  |
| 5   |      | د.الان بروملي                | جورج اتش دبليو بوش | 1989-1993             |
| 6   |      | جون هـ. جيبونز               | بيل كلينتون        | 1993-1998             |
|     |      | كيري آن جونز (التمثيل)       | بيل كلينتون        | 1998                  |
| 7   |      | نيل إف لين                   | بيل كلينتون        | 1998-2001             |
|     |      | روزينا بيرباوم (بالوكالة)    | جورج دبليو بوش     | 2001                  |
|     |      | كليفورد جابرييل (بالوكالة)   | جورج دبليو بوش     | 2001                  |
| 8   |      | جون هـ. ماربرغر الثالث       | جورج دبليو بوش     | 2001-2009             |
| 9   |      | جون هولدرين                  | باراك اوباما       | 2009-2017             |
| 10  |      | كيلفن دروجمير                | دونالد ترمب        | 2019 إلى الوقت الحاضر |

## روابط خارجية
- مكتب سياسة العلوم والتكنولوجيا في السجل الفيدرالي
- مكتب الرئيس لسياسة العلوم والتكنولوجيا: قضايا لخدمة أبحاث الكونغرس